# Wiesław Müller
Wiesław Müller (ur. 7 listopada 1929 w Mościskach, zm. 29 stycznia 2020) – polski historyk, prof. dr hab., badacz dziejów nowożytnych.

## Życiorys
Absolwent Katolickiego Uniwersytetu Lubelskiego (1955). Doktorat (1965) i habilitacja (1974) na Wydziale Historycznym UW. Od 1957 zatrudniony w Sekcji Historii KUL. Profesor nadzwyczajny – 1988, profesor zwyczajny – 1992.
Zajmował się historią społeczno-religijną czasów nowożytnych, strukturami, elitami kościelnymi w dawnej Rzeczypospolitej. Doktorat pod jego kierunkiem obronili m.in.: Hubert Łaszkiewicz, Cezary Taracha, Bogumił Szady.
W styczniu 1976 roku podpisał list protestacyjny do Komisji Nadzwyczajnej Sejmu PRL przeciwko zmianom w Konstytucji Polskiej Rzeczypospolitej Ludowej.
Zmarł 29 stycznia 2020. Pochowany na Cmentarzu przy ul. Lipowej w Lublinie.

## Wybrane publikacje
- Diecezja krakowska w relacjach biskupów z XVII-XVIII wieku, Lublin 1965.
- Relacje o stanie diecezji krakowskiej 1615-1765, wyd. Wiesław Müller, Lublin: TN KUL 1978.